# 부산수산대학교
부산수산대학교(釜山水産大學校)는 대한민국의 국립 대학이었다. 1996년 부산공업대학교와 통합하여 부경대학교가 되었다.

## 연혁
- 1941년 관립 부산고등수산학교 설치
- 1944년 관립 부산수산전문학교로 개칭
- 1946년 국립 부산대학교(수산과대학+인문과대학 2개의 단과대로 설립)로 통합
- 1947년 7월 부산대학교 수산과대학이 '국립부산수산대학'으로 분리함
- 1961년 부산대학교로 재통합
- 1964년 부산대학교에서 재분리
- 1986년 학부 설치
- 1990년 종합대학교로 승격
- 1996년 부산공업대학교와 통합, 부경대학교 출범.